# سفارة سلوفينيا في إيطاليا
سفارة سلوفينيا في إيطاليا هي أرفع تمثيل دبلوماسي لدولة سلوفينيا لدى إيطاليا. تقع السفارة في روما وهي تهدف لتعزيز المصالح السلوفينية في إيطاليا.

## وصلات خارجية
- الموقع الرسمي
- قائمة سفارات سلوفينيا
- قائمة السفارات في إيطاليا